# Züsow
Züsow ist eine Gemeinde im Nordosten des Landkreises Nordwestmecklenburg in Mecklenburg-Vorpommern (Deutschland). Die Gemeinde wird vom Amt Neukloster-Warin mit Sitz in der Stadt Neukloster verwaltet.

## Geographie
Die Gemeinde Züsow liegt in einem Endmoränengebiet etwa 15 Kilometer östlich von Wismar und ist von einem großen Waldgebiet umgeben. In den Erlenbrüchen der Umgebung findet man noch den geschützten Sonnentau. Der Passberg am nördlichen Rand des Gemeindegebietes (Grenze zum Landkreis Rostock) erreicht eine Höhe von 110 m  ü. NN.
Umgeben wird Züsow von den Nachbargemeinden Carinerland im Norden, Passee im Nordosten, Glasin im Osten, Neukloster im Süden, Benz im Westen sowie Neuburg im Nordwesten.
Zu Züsow gehören die Ortsteile Alt Tollow, Bäbelin, Teplitz, Tollow und Wakendorf.

## Geschichte
Am 1. Juli 1950 wurde die bisher eigenständige Gemeinde Tollow eingegliedert.
Wakendorf: Gutsbesitzer waren u. a. die Familien Schröder (ab 1852), Hans Dortsehy (ab 1913) und Jaspar von Oertzen (1924–1945).

## Politik

### Gemeindevertretung und Bürgermeister
Der Gemeinderat besteht (inkl. Bürgermeister) aus 6 Mitgliedern. Bei der Wahl zum Gemeinderat am 26. Mai 2019 erreichte die CDU mit 100 % der Stimmen alle sechs Sitze:
Bürgermeister der Gemeinde ist Manfred Juschkat, er wurde mit 83,65 % der Stimmen gewählt.

## Sehenswürdigkeiten
- Die gotische Dorfkirche Bäbelin aus dem 15. Jahrhundert ist eine kleine, zweijochige Saalkirche aus Back- und Feldstein mit einem Chor mit ⅝-Schluss. Der quergestellte, neugotische Westturm entstand nach 1872 mit einem Feldsteinsockelgeschoss und dem Satteldach mit einem Dachreiter.
- Kriegerdenkmal in Züsow
- Schwedenstein, ein großer Findlingsblock
- Größte Steinschleuder (Trébuchet) Norddeutschlands in Bäbelin

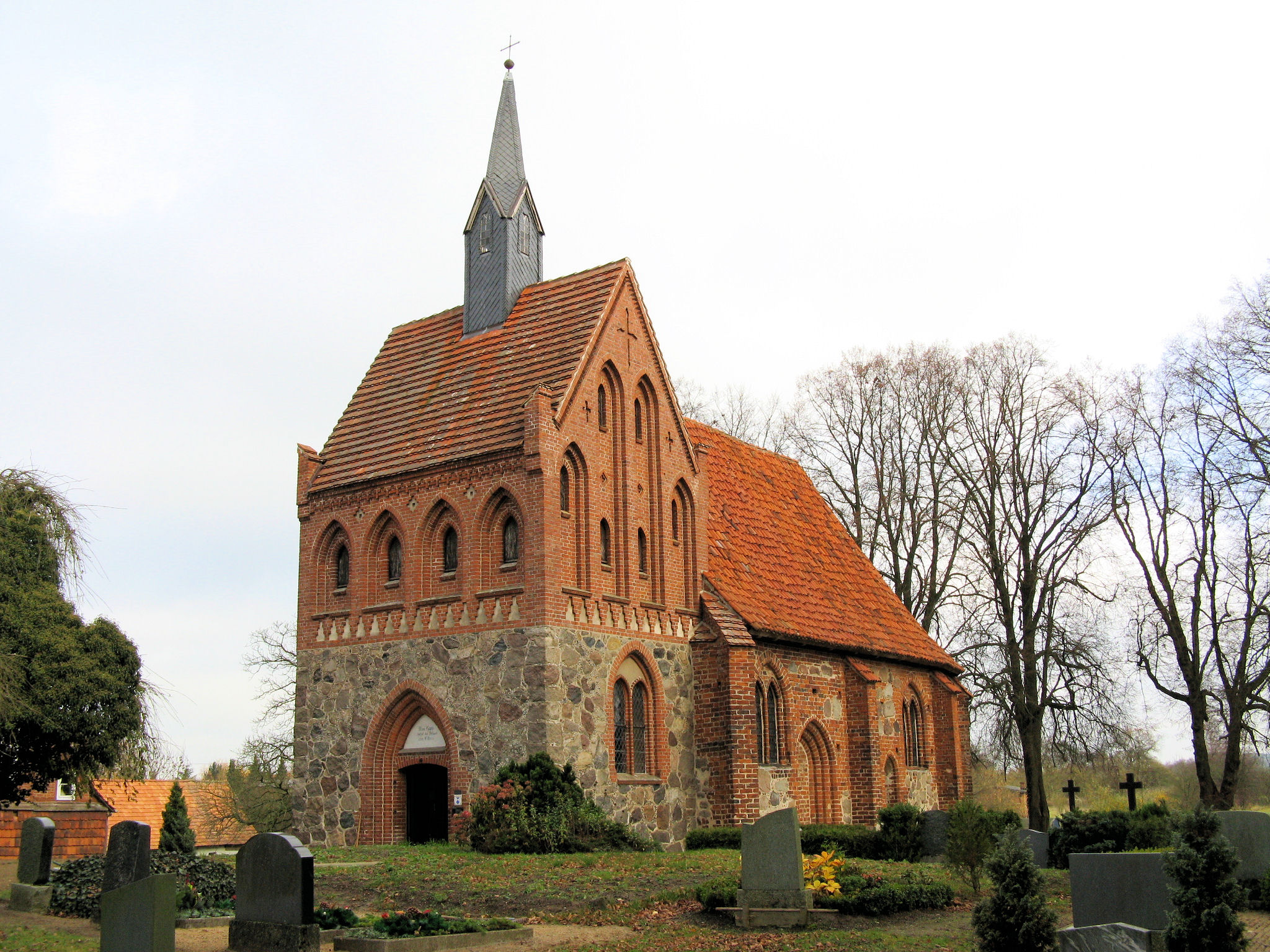
Dorfkirche in Bäbelin
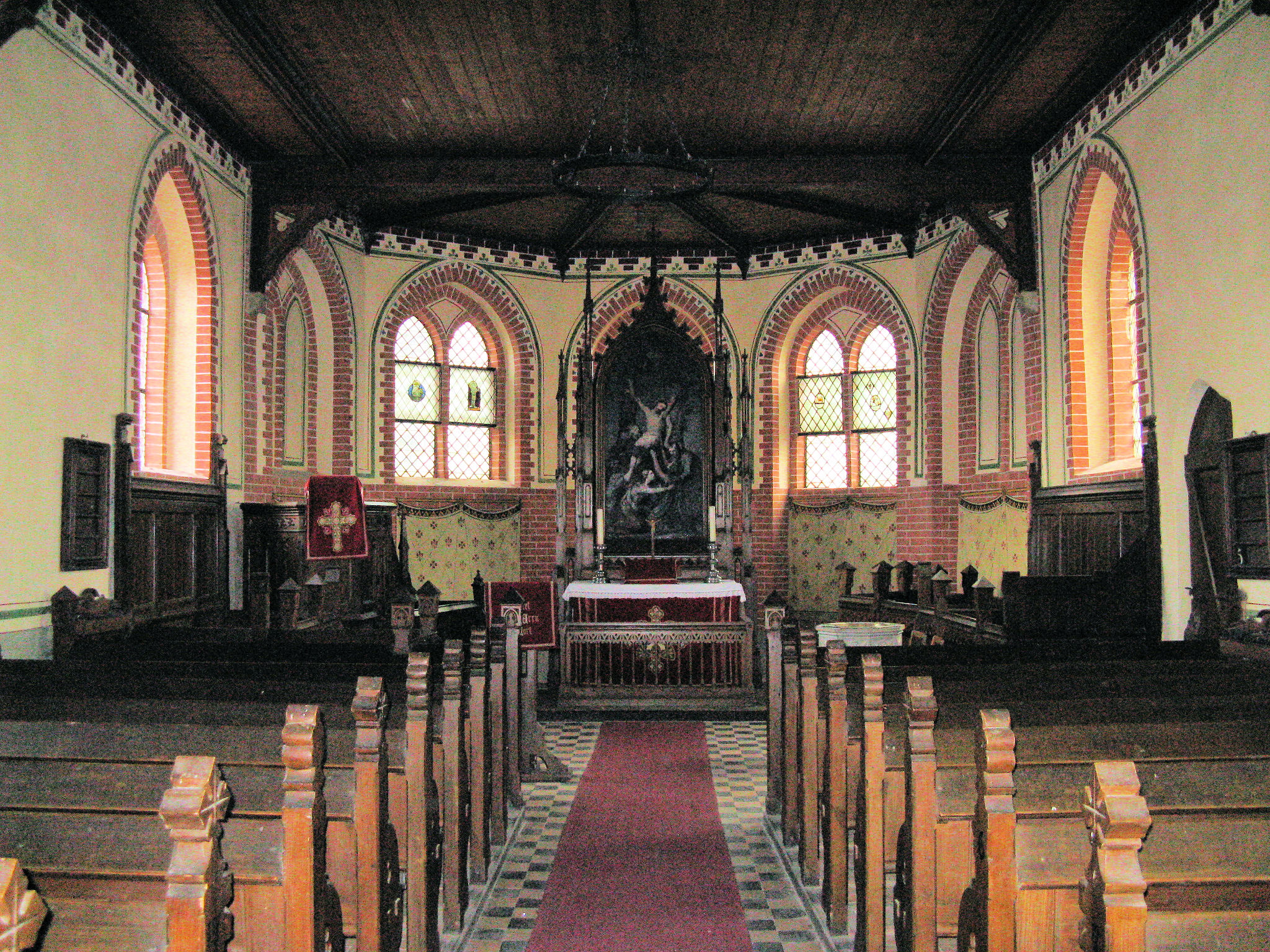
Innenansicht
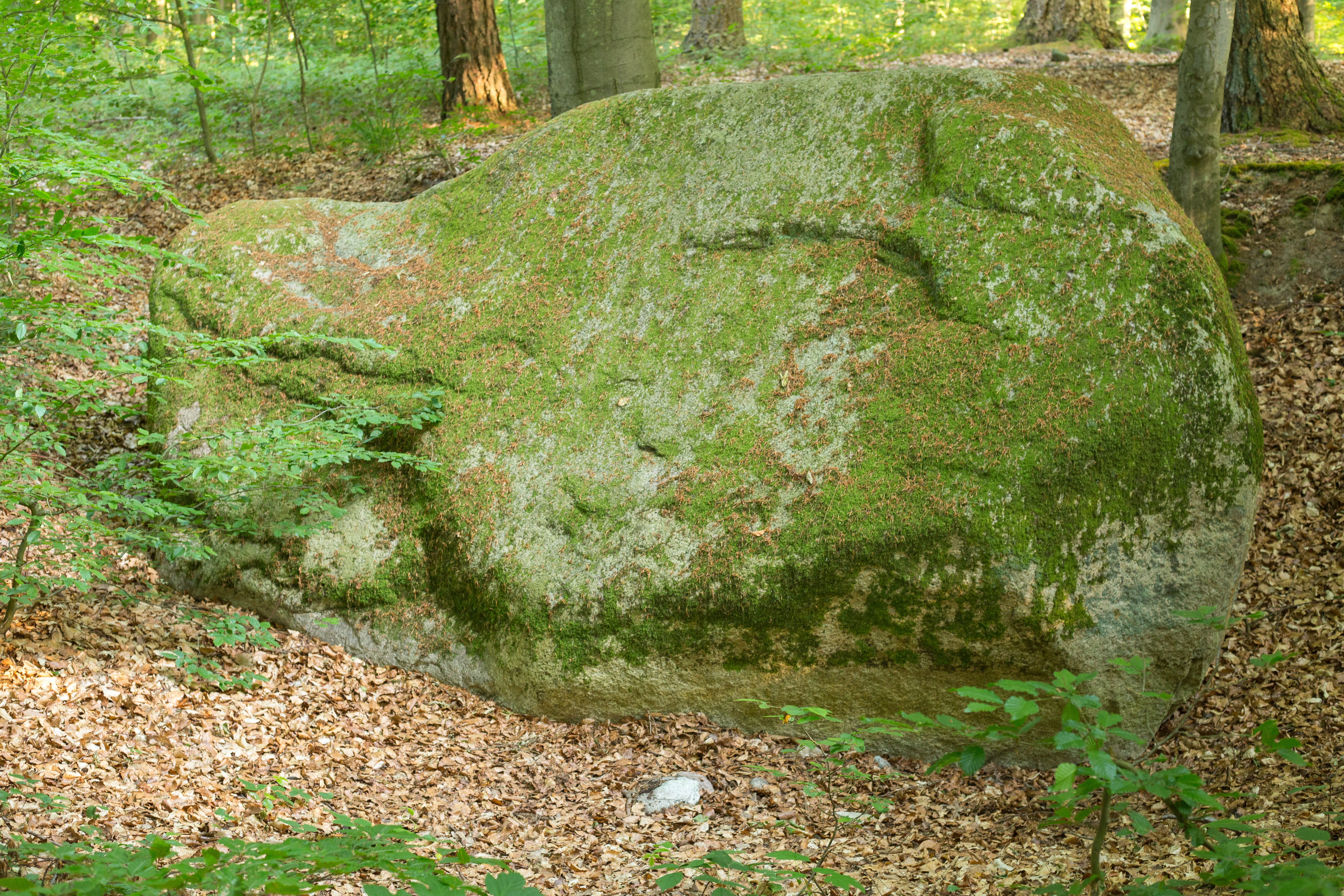
Schwedenstein (Findling Züsow)

## Wirtschaft und Infrastruktur
Heute arbeiten in Züsow eine Baufirma, eine Rinderanlage, ein Holzverarbeitungsbetrieb, Metallverarbeitungsbetriebe, ein Teekontor, eine Brandschutz-Firma und das Textilunternehmen M.S. Nordwolle. Eine Rettungswache wird vom Arbeiter-Samariter-Bund im Ort betrieben.
Im Mittelalterhof der Familie Burmeister werden historische Gewandungen, Holzfiguren oder Holzspielzeug gefertigt. Dazu entstehen auf dem Hof die Nachbauten von historischen Belagerungsmaschinen. Die weltgrößte Blide ist im Bau. Regelmäßig finden dort auch historische Veranstaltungen mit Darstellern aus ganz Europa statt.
Verkehrsanbindung
Die Bundesautobahn 20 führt nur wenige Kilometer entfernt an Züsow vorbei (Anschlussstellen Zurow und Neukloster). Die Gemeinde liegt an der Verbindungsstraße von Wismar über Satow nach Rostock, die parallel zur Autobahn verläuft. Der nächste Bahnhof befindet sich in der Nachbargemeinde Neuburg.

## Belege
1. ↑  Statistisches Amt M-V – Bevölkerungsstand der Kreise, Ämter und Gemeinden 2023 (XLS-Datei) (Amtliche Einwohnerzahlen in Fortschreibung des Zensus 2011) (Hilfe dazu).
2. ↑  Wahlergebnisse auf www.amt-neukloster-warin
3. ↑  Wahlergebnisse auf www.amt-neukloster-warin